# گرنولا (کانزاس)
گرنولا (به انگلیسی: Grenola) شهری در ایالت کانزاس کشور ایالات متحده آمریکا است که جمعیت آن در سرشماری سال ۲۰۱۰ میلادی، ۲۱۶ نفر بوده‌است.